# Dziwnoszczur nowogwinejski
Dziwnoszczur nowogwinejski (Xenuromys barbatus) – gatunek ssaka z podrodziny myszy (Murinae) w obrębie rodziny myszowatych (Muridae), występujący endemicznie na Nowej Gwinei.

## Taksonomia
Gatunek po raz pierwszy zgodnie z zasadami nazewnictwa binominalnego opisał w 1900 roku francuski zoolog Alphonse Milne-Edwards, nadając mu nazwę Mus barbatus. Holotyp pochodził z południowej Nowej Gwinei. Jedyny przedstawiciel rodzaju dziwnoszczur (Xenuromys), który opisali w 1841 roku amerykańscy zoolodzy George Henry Hamilton Tate i Richard Archbold.
Chociaż Xenuromys był ogólnie uważany za morfologicznie zbliżony do Uromys, badania nad morfologią plemników wskazują na związek z grupą Pogonomys. To przyporządkowanie jest tymczasowe, dopóki analizy filogenetyczne nie wyjaśnią relacji. Autorzy Illustrated Checklist of the Mammals of the World uznają ten gatunek za monotypowy.

### Etymologia
- Xenuromys: gr. ξενος xenos „obcy, dziwny”[9]; rodzaj Uromys Peters, 1867 (szczurowiec).
- barbatus: łac. barbatus „brodaty”, od barba „broda”[10].

## Zasięg występowania
Dziwnoszczur nowogwinejski występuje w rozproszonych populacjach na obszarze Nowej Gwinei, w tym Górach Centralnych od rzeki Taritatu na wschód do góry Dayman i gór Torricelli; występuje prawdopodobnie na terenie całej Nowej Gwinei w sprzyjającym środowisku. Został znaleziony w plejstoceńskich stanowiskach archeologicznych na płaskowyżu Ayamaru, w środkowej części półwyspu Ptasia Głowa, w północno-zachodniej Nowej Gwinei.

## Morfologia
Długość ciała (bez ogona) 275–340 mm, długość ogona 220–284 mm, długość ucha 25–36 mm, długość tylnej stopy 58–66 mm; masa ciała 900–1100 g. Jest to duży przedstawiciel myszowatych. Samiec schwytany na Mount Bubliari w prowincji Sepik Zachodni miał masę 1 kg, a jego głowa z ogonem miały długość 430 mm.

## Tryb życia
Występuje od poziomu morza do wysokości 1600 m n.p.m.. Prowadzi naziemny tryb życia, zajmuje siedliska w terenach skalistych, na wzgórzach i w górach w obrębie lasów tropikalnych. Jest stosunkowo często chwytany na terenach krasowych. Może być owocożerny.

## Populacja
Dziwnoszczur nowogwinejski jest naturalnie rzadki, ale zajmuje duży obszar. Jest znany zaledwie z kilku osobników; liczebność populacji i trend jej zmian nie są znane. Nie wiadomo, czy występuje w obszarach chronionych, ale jest to prawdopodobne. Nie są znane większe zagrożenia dla tego gatunku, choć w części zasięgu polują na niego ludzie zamieszkujący wyspę. Dziwnoszczur nowogwinejski jest przez Międzynarodową Unię Ochrony Przyrody uznawana za gatunek najmniejszej troski.